# Tamarix austromongolica
Tamarix austromongolica är en tamariskväxtart som beskrevs av Takenoshin Nakai. Tamarix austromongolica ingår i släktet tamarisker, och familjen tamariskväxter. Inga underarter finns listade.